# Nikola Eterović
Nikola Eterović (* 20. leden 1937, Pučišća, Chorvatsko) je diplomat Svatého stolce a titulární arcibiskup cibalský. V současné době je apoštolským nunciem v Německu.

## Život
Nikola Eterović pochází se narodil v Chorvatsku, v roce 1977 se stal knězem inkardinovanýcm do diecéze hvarské. V témže roce vstoupil do Papežské církevní akademie a začal se připravovat na diplomatickou kariéru, kterou začal v roce 1980. Působil na nunciaturách na Pobřeží slonoviny, ve Španělsku a v Nicaragui, pak na vatikánském Státním sekretariátu. Dne 22. května 1999 jej papež Jan Pavel II. jmenoval titulárním arcibiskupem sisackým a nunciem na Ukrajině.  Po ukončení svého působení byl činný jako generální sekretář Biskupské synody (2004–2013). Od roku 2013 je apoštolským nunciem v Německu . V roce 2009 byla obnovena diecéze sisacká jako sídelní biskupství, a proto arcibiskup Eterović změnil svou titulární diecézi na cibalskou.